# 阿德利娜 (馬里蘭州)
阿德利娜（英語：Adelina）是位於美國馬里蘭州卡爾弗特縣的一個非建制地區。

## 地理
阿德利娜所處的海拔為高於海平面39米（即128英呎），而該地所採用的時區為UTC-5，即北美东部時區（EST）。同時該地設有夏令時間，為UTC-5調快一小時，即UTC-4（EDT）。